# Iveco PowerStar
Iveco PowerStar — капотний магістральний напівпричіпний тягач виробництва італійської компанії Iveco S. P. A. в Данденонг, Вікторія.

## Інформація
Коли Iveco Powerstar був вперше випущений в кінці 1990-х років, він був доступний з двигунами Iveco, а також з американськими двигунами, включаючи Detroit Diesel 60 серії, Cummins ISM, ISX, Signature і Caterpillar C12 і C15. Також був доступний широкий вибір трансмісій, таких як ZF Iveco «EuroTronic» і Eaton «RowdRainger». Задні диференціали зазвичай були агрегатами Meritor, приводні вали зазвичай були серії Spicer 1810 на головному валу і серії 1710 на валу домкрата між двома диференціалами. Задня підвіска була або Hendrickson HAS461, або NeWay. Напруга мережі становить 24 вольта.
Iveco PowerStar може бути розрахований для експлуатації як з одним причепом, так і з декількома.
Спочатку PowerStar першого покоління був дуже популярний у операторів, які традиційно привозили тільки двигуни першого покоління з Північної Америки завдяки тому, що PowerStar міг поставлятися з тією ж трансмісією, що і їх двигуни першого покоління з Північної Америки, але з комфортом європейської кабіни. PowerStar теж був дуже дорогим за ціною.
PowerStar другого покоління, заснований на більш новій європейській конструкції Stralis з кабіною над двигуном, спочатку був доступний тільки з двигуном Iveco і трансмісією EuroTronic II. Через це PowerStar другого покоління був не такий популярний, як перше покоління з американською трансмісією.
Однак з 2010 року двигун Cummins ISX знову став доступний в поєднанні з 16-ступінчастою трансмісією EuroTronic II, поряд з двигуном Iveco Cursor.

## Iveco Strator

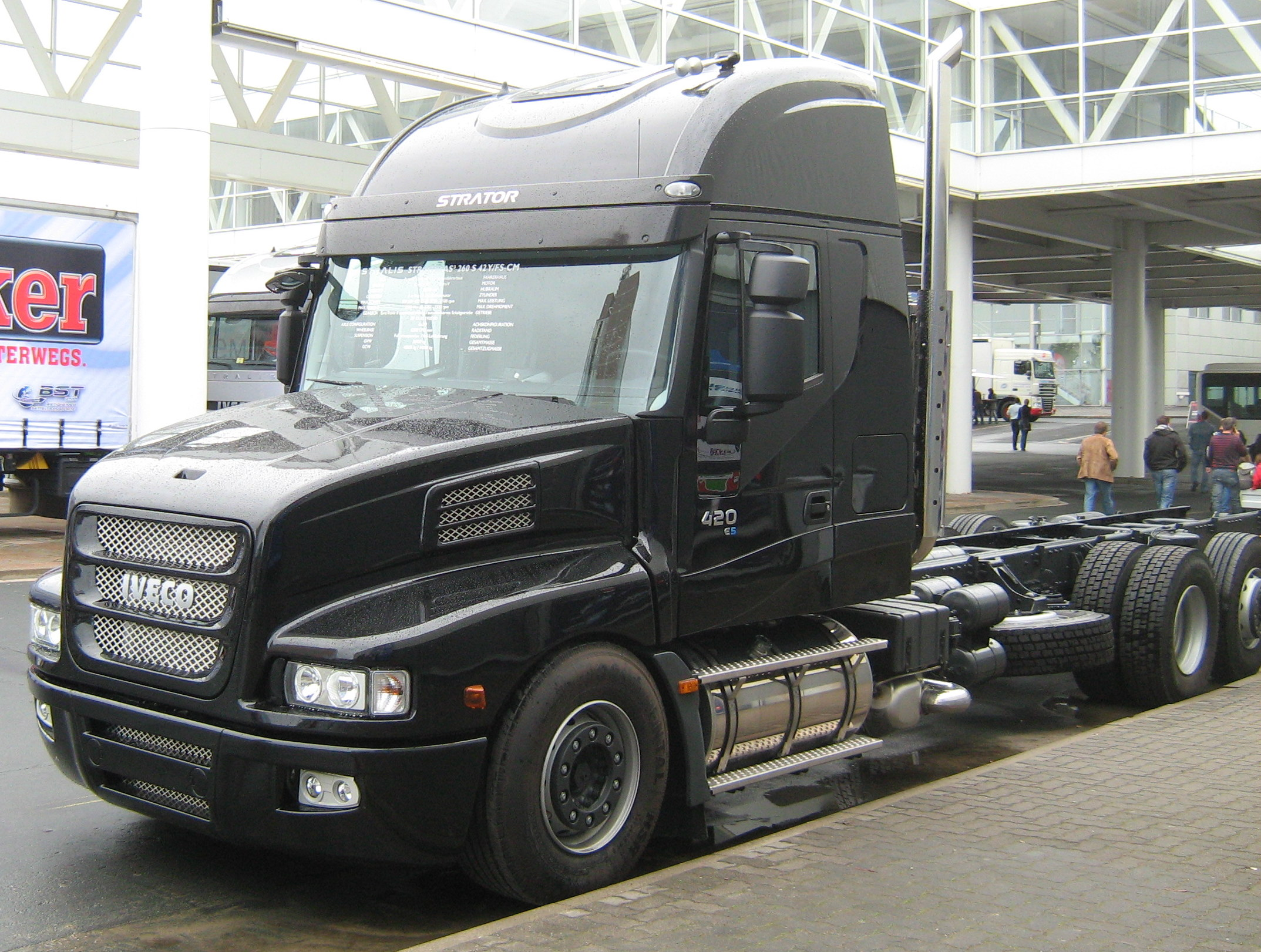
Iveco Strator

Європейська версія PowerStar побудована в Нідерландах. Ці автомобілі є переробкою Iveco Stralis, розробленої відповідно до європейських правил безпеки.